# Museo d'arte Costantino Barbella
Il Museo d'arte "Costantino Barbella", dedicato allo scultore teatino, è un museo di Chieti, ubicato nel Palazzo Martinetti Bianchi, edificio seicentesco, già convento dei Gesuiti.
Ospita collezioni di opere d'arte che vanno dal XIV secolo ai giorni nostri, tra le quali numerose sculture di Costantino Barbella e le antiche maioliche castellane della donazione del Professore Raffaele Paparella Treccia, discendente della famiglia Martinetti Bianchi, e della sua consorte Margherita Devlet. 

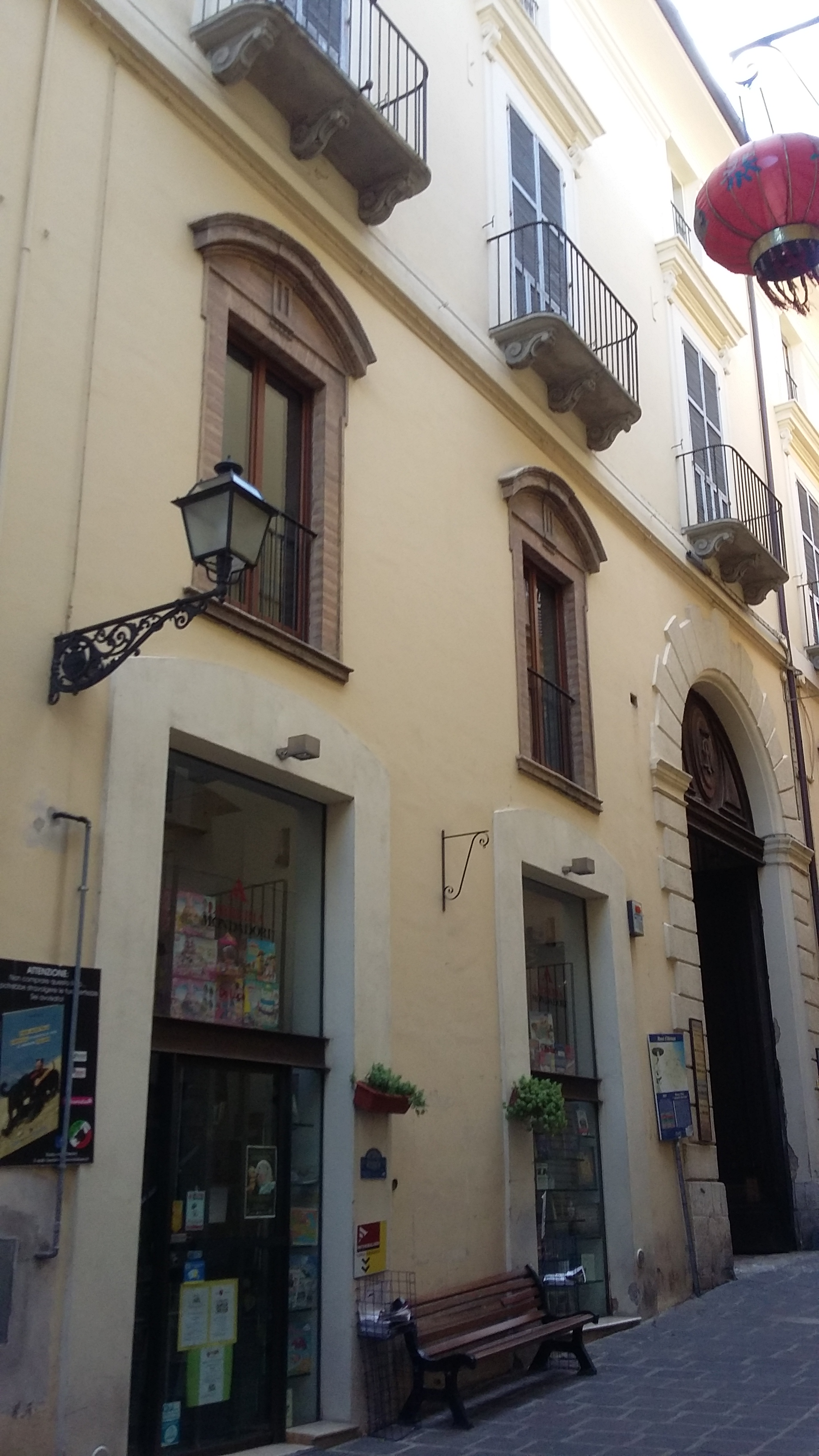
Ingresso

## Storia
Il convento gesuita fu fondato grazie al lascito testamentario del nobile teatino Donato Alucci, insieme ad un oratorio (poi divenuto il Teatro Marrucino), che sino al 1813 era la chiesa di Sant'Ignazio. Nel 1767, in seguito alla cacciata dei Gesuiti dal Regno di Napoli per volontà della monarchia Borbonica, il convento fu acquistato nel 1786 da Pietro Franchi che lo trasformò in abitazione privata e vi ricavò botteghe e abitazioni. Nel 1850 il palazzo fu acquistato dalla nobile famiglia Martinetti Bianchi che ancora oggi conservano gran parte della proprietà.

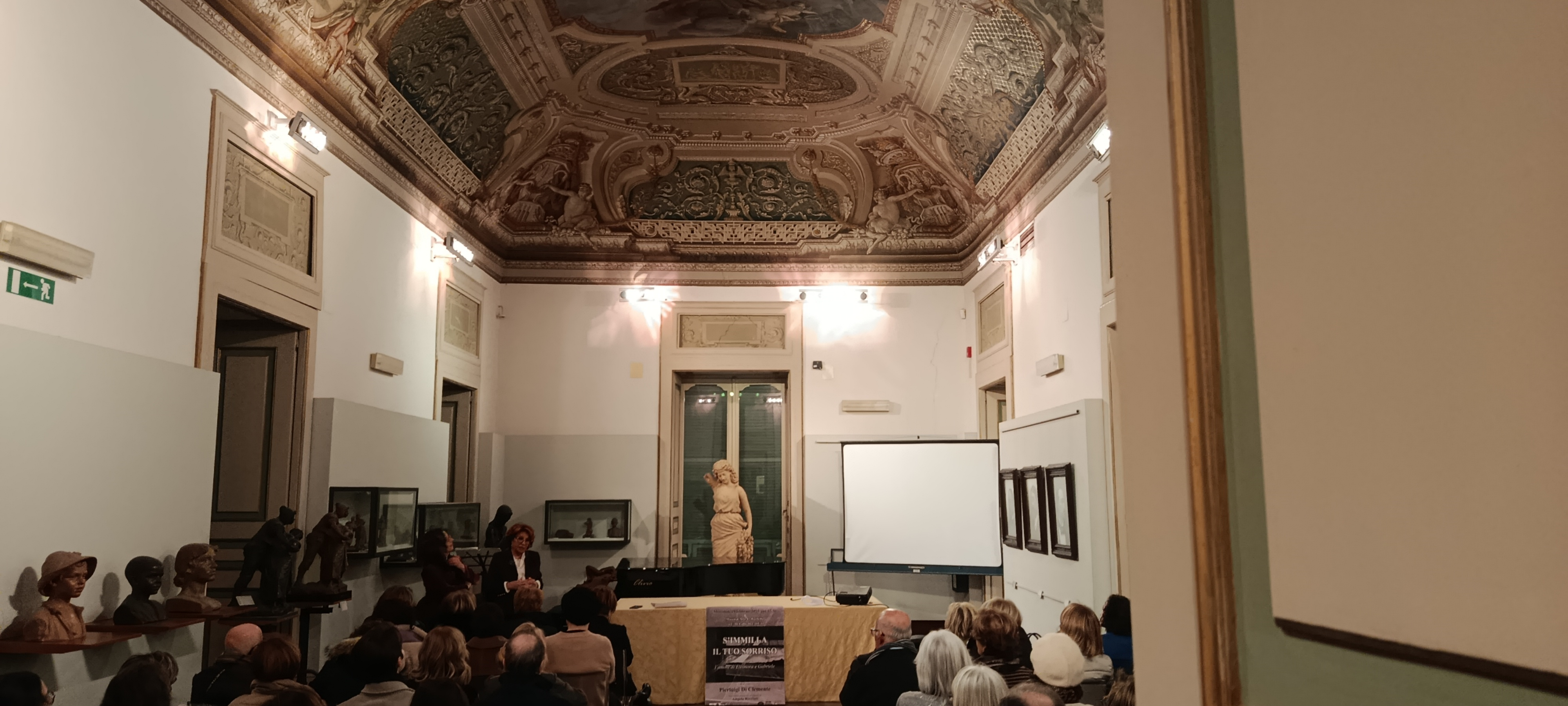
Sala grande del museo

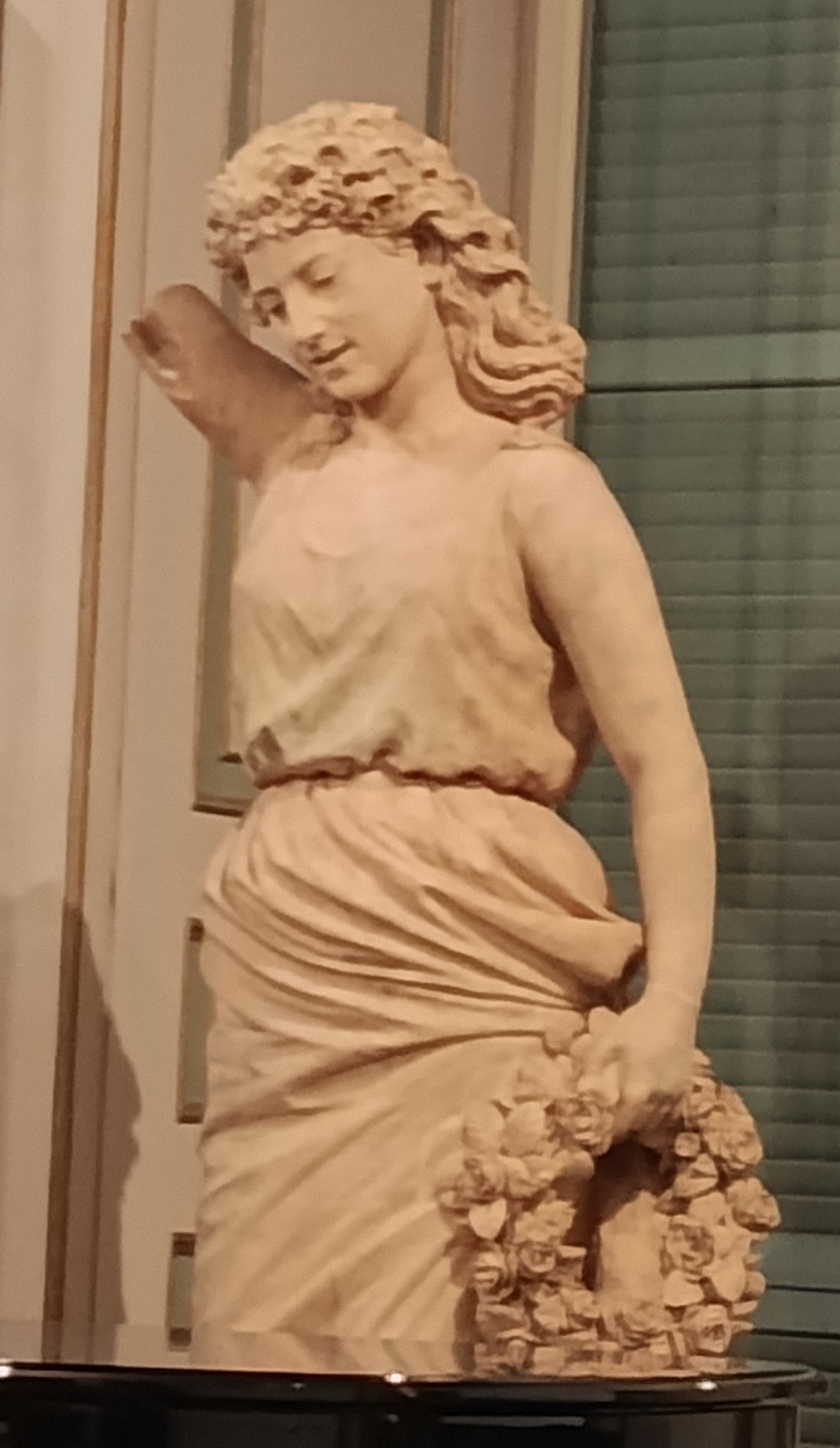
Scultura femminile in gesso attribuita a Barbella

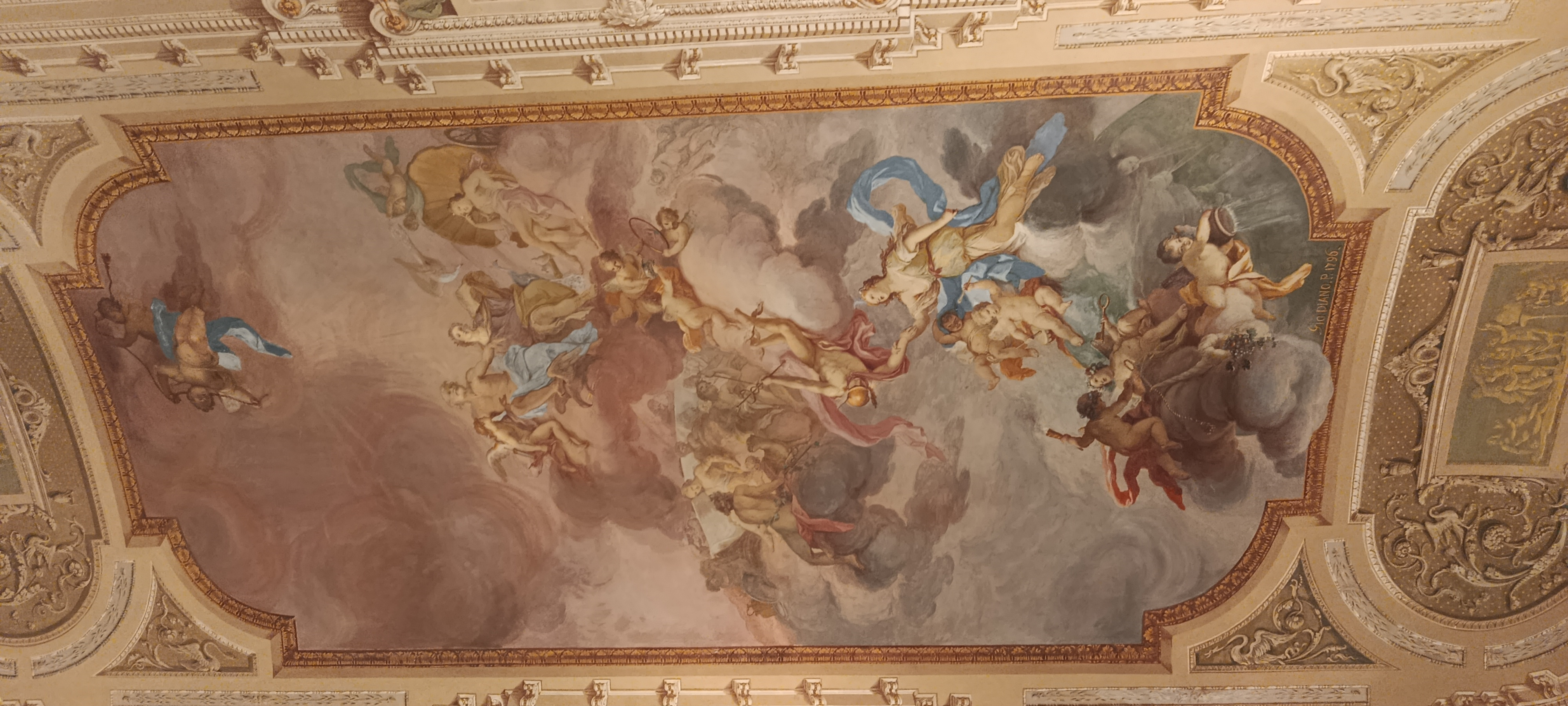
Affresco del Trionfo di Bacco e Arianna, opera di Giacinto Diano

Nel 1962 il marchese Raffaele Martinetti Bianchi lascia in eredità il Palazzo ai giovani nipoti: le sorelle Ruscitti, Pasquale e a D’Ettorre. Dal 1976 ospita la collezione della Pinacoteca civica di Chieti da prima ospitata nel palazzo comunale in piazza San Giustino, raccolta dal soprintendente Francesco Verlengia.
Dal 2014, particolarmente attenti alla conservazione e al progetto di restauro dell'antico Palazzo sono Elisabetta Ruscitti e la famiglia tutta (Curi, Di Gregorio Anderson, Ruscitti).
Il museo venne fondato nel 1930, e arricchito negli anni da varie donazioni. Dagli anni settanta il palazzo ospita il museo.

### Architettura del palazzo Martinetti Bianchi
Il palazzo si affaccia si via De Lollis, attaccato al teatro Marrucino, ha un aspetto settecentesco d'impronta barocca alla napoletana, con facciata a coronamento orizzontale, divisa in tre livelli da cornici marcapiano: il portale principale è a tutto sesto, fasciato in bugnato, con altre aperture che ospitano attività commerciali,, sovrastate da finestre decorate da cornici in pietra tifacea, a timpano curvilineo. Le altre finestre seguono un ordine semplice ottocentesco, con mensole e semplici architravi, la sommità del palazzo, benché non visibile dal livello della stretta via, è decorata da una torretta con orologio, risalente alla costruzione del Collegio. Accedendo dal portale, si trova sulla sommità una volta a crociera dove campeggia l'affresco dello stemma nobiliare, e ai lati si aprono due scaloni che conducono ai piani superiori, per mezzo di grandi archi a tutto sesto voltati.
Il chiostro del palazzo è ancora legato all'aspetto del Collegio dei Gesuiti, dove in passato c'era un giardino, e si aprono due file laterali a racchiuderlo, composte da archi con porticato voltato a crociera.
La sala maggiore del museo, ex piano nobile, ha l'affresco di Giacinto Diano de L'Apoteosi di Amore e Psiche.

## Affreschi e tavole

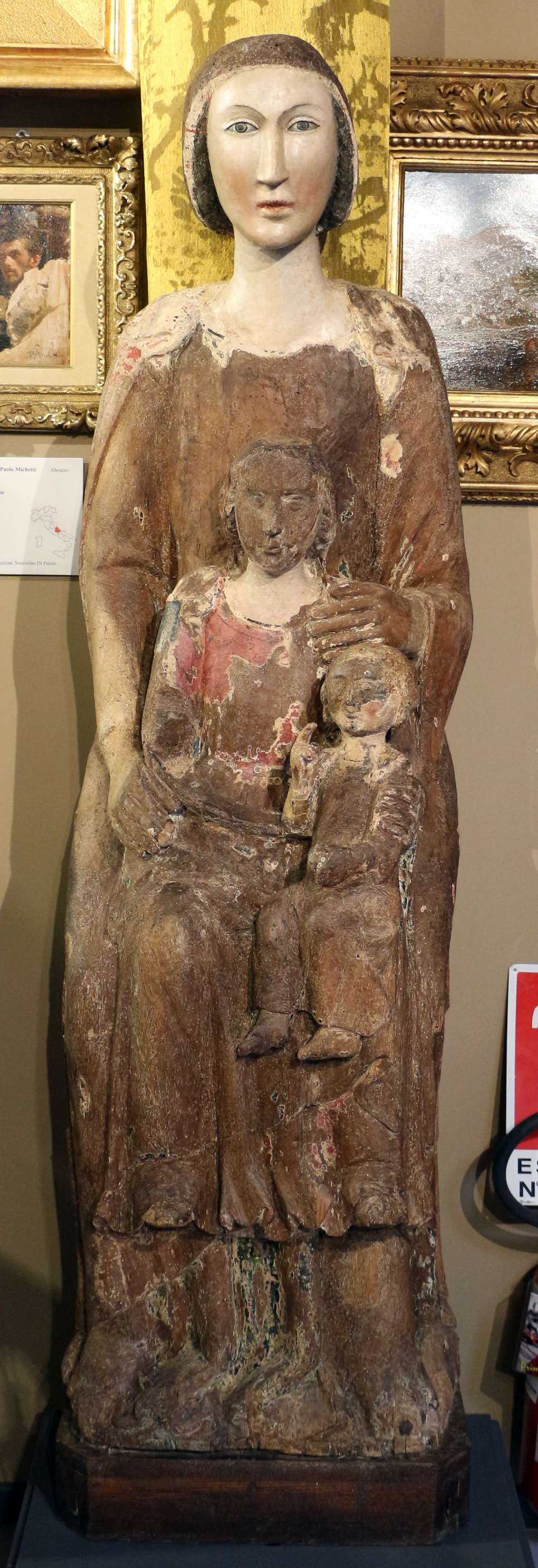
Statua della sant'Anna "Metterza", reperita nella chiesa di Sant'Anna di Chieti

Nella prima sala del museo sono ospitati svariati affreschi di soggetto religioso del XIV-XVI secolo provenienti dalla chiesa di San Domenico, demolita nel 1914 per far posto all'edificazione del palazzo della Provincia. Tra questi sono comprese opere di Antonio Martini di Atri, di Andrea De Litio e del Maestro di Offida, provenienti dalla cattedrale e dalla chiesa di San Francesco. Nella sala sono inoltre ospitate tavole datate tra la fine del XIV e gli inizi del XV secolo, attribuite a Francesco da Montereale e al Maestro dei Polittici Crivelleschi, quest'ultimo autore della rara iconografia della Madonna del Suffragio, dalla cattedrale.
Il museo ospita anche tele del XVII e XVIII, alcune delle quali della scuola napoletana, tra cui i dipinti di Michele Pagano e Leonardo Coccorante. Sono presenti alcune tele del tardo-manierista Donato Teodoro e dipinti di Nicola De Laurentis. La tela intitolata Ritratto di Francesco Angeloni, è copia del celebre ritratto degli Uffizi eseguito dal Domenichino attribuita ad Antonino Barbalonga. Sono presenti anche testimonianze di pittura su vetro del XVIII secolo, con dipinti per lo più a soggetto mitologico. Di notevole importanza è l'affresco datato 1796 dal titolo Apoteosi di Psiche del pittore napoletano Giacinto Diano che occupa la parte centrale del soffitto del Museo.
Per l'Ottocento sono presenti opere di artisti di varia provenienza, dal romano Enrico Coleman al napoletano Salvatore Postiglione (Ritratto della Baronessa Guevara-Suardo), e dei maggiori pittori abruzzesi dell'epoca, come studi e bozzetti di Francesco Paolo Michetti e opere Filippo Palizzi (Ritratto del senatore De Riseis).
L'arte contemporanea è rappresentata in due sale del museo che contengono numerose opere di artisti di fama internazionale provenienti per lo più dall'annuale Premio nazionale di pittura F.P. Michetti di Francavilla al Mare (come Domenico Cantatore o Fiorenzo Tomea), aggiunte a quelle di artisti locali come Federico Spoltore. A partire dal 2004 due prestigiose donazioni da parte di privati hanno notevolmente arricchito il museo: di notevole rilevanza il famoso dipinto I ciclisti di Aligi Sassu (1931) dalla donazione del mecenate di origine abruzzese Alfredo Paglione, oltre ad opere di artisti spagnoli come Joan Miró e Carlos Mensa. Notevole il dipinto di grandi dimensioni dell'artista Morena Antonucci (Majella National Park).

## Sculture

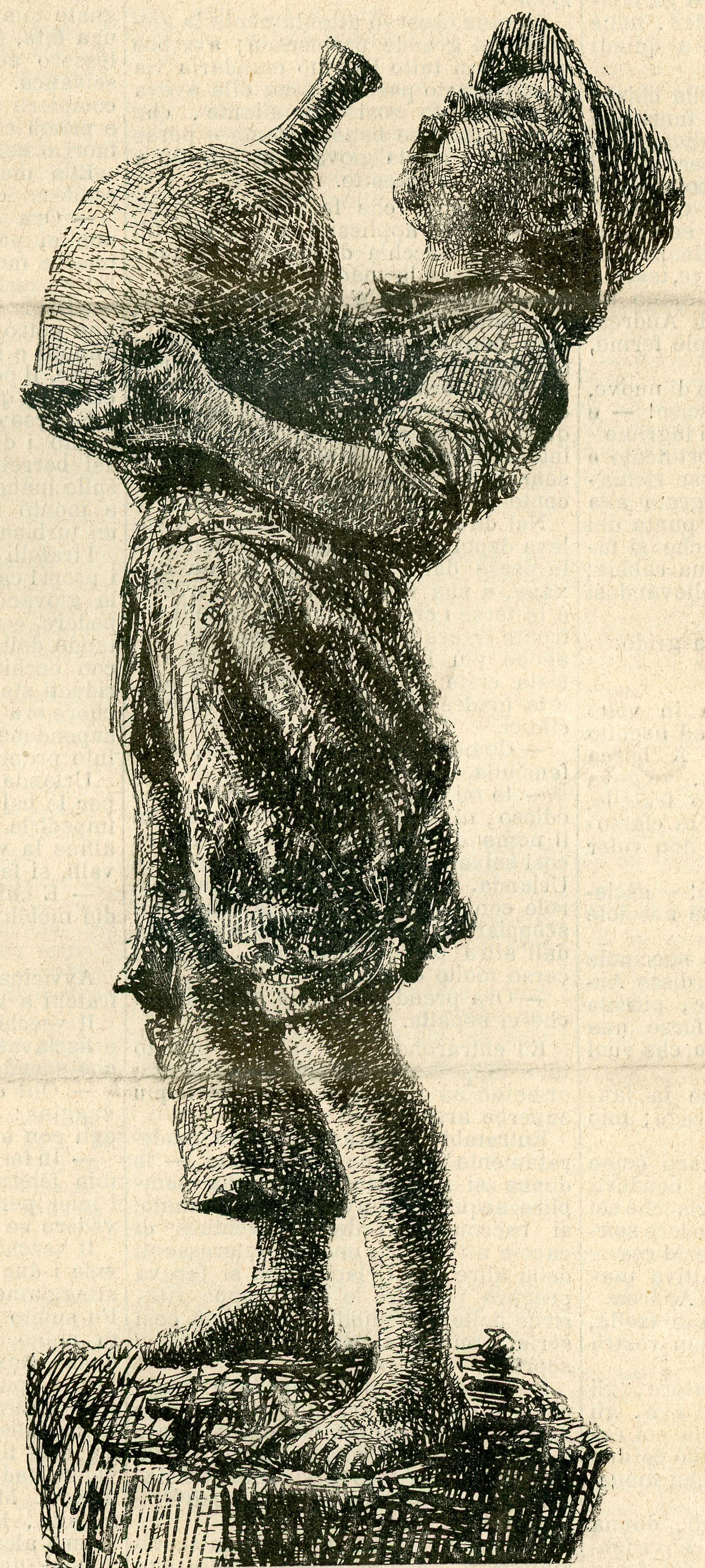
Disegno di Michetti del "Fiasco di san Martino" di Barbella, esposto nel museo

La scultura è rappresentata da opere di Basilio Cascella, capostipite della nota famiglia di artisti, e dalla cospicua raccolta di Costantino Barbella, al quale il museo è dedicato. Le opere sono tutte di proprietà comunale o provinciale e comprendono una serie di bozzetti, figure e gruppi scultorei, busti raffiguranti personaggi del mondo contadino o personaggi celebri come Pietro Mascagni, sculture in terracotta o in bronzo con scene di vita quotidiana (Risveglio, Onomastico del nonno, Triste storia) e il gruppo scultoreo intitolato La morte, originariamente dedicato alla tomba di un patriota locale, Luigi Vicoli.

## Sala delle carte
Particolare è la sezione espositiva destinata alle opere su carta costituita da acquerelli di Michetti, litografie di Cascella, disegni di scenografie teatrali di Ferdinando Galli da Bibbiena, uno studio di Luca Giordano, e una collezione di acquerelli e tempere che raffigurano costumi abruzzesi del Settecento e dell'Ottocento.

## Sala delle maioliche
La sala espone dal 1992 numerose maioliche di Castelli (Italia) d'Abruzzo grazie alla munifica donazione del Professore Raffaele Paparella Treccia, discendente della famiglia Martinetti Bianchi, e della sua consorte Margherita Devlet. La sala è intitolata ai genitori del Professore, Antonetta Martinetti Bianchi e Giustino Paparella. Il professor Raffaele Paparella Treccia è stato un noto collezionista e studioso di antiche maioliche castellane. Le maioliche costituiscono un'importante raccolta, rappresentativa dei più celebri ceramisti di Castelli, da Orazio Pompei a Francesco Grue, alle famiglie Cappelletti e Gentili. Piatti, vasi, tavole, mattonelle, brocche con temi mitologici, religiosi e di caccia sono esposte nella sala a testimonianza della grande tradizione ceramista del noto centro in provincia di Teramo.
Nel 1997 il Professore ha costituito a Pescara la Fondazione Raffaele Paparella Treccia e Margherita Devlet - Museo Villa Urania - che ha lo scopo di svolgere attività di tutela, promozione, valorizzazione e studio della maiolica abruzzese e in particolare della maiolica di Castelli. La Fondazione ha la proprietà di un numero di oltre 130 maioliche castellane dei secoli XVII, XVIII e XIV donate dallo stesso Professore.